# Central nuclear de Hamaoka

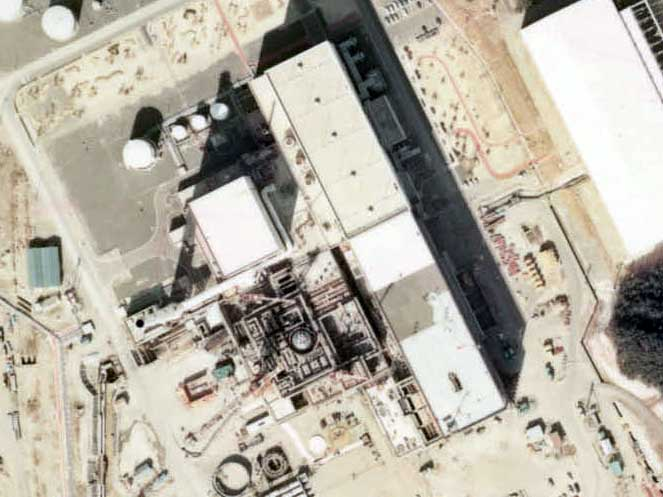
Vista aérea de la construcción de la unidad 2 (1975). Al lado, la unidad 1 en funcionamiento. Copyright National Land Image Information (Color Aerial Photograph), Ministry of Land, Infrastructure and Transport.

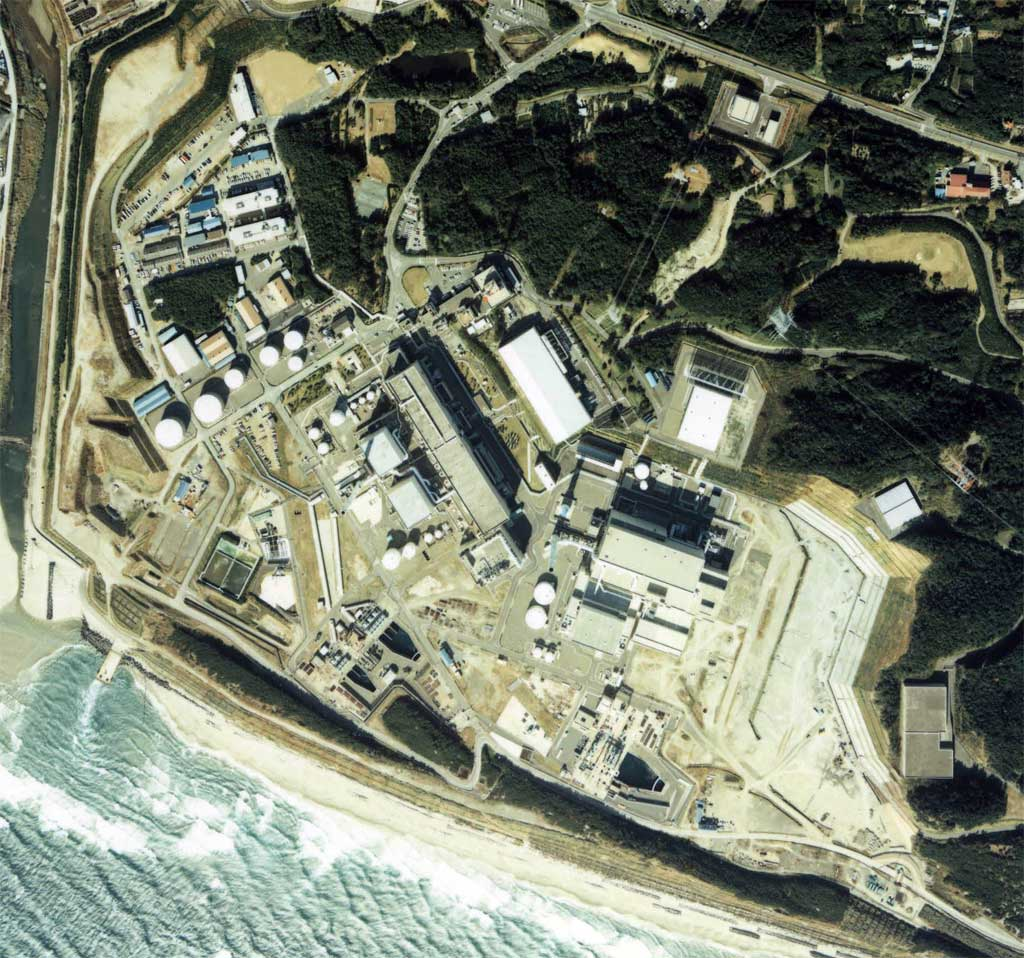
Imagen aérea (1988). En esa imagen, todas las unidades hasta Hamaoka-3 en funcionamiento. Copyright Tierra Nacional de Información de la imagen (fotografía aérea en color), Ministerio de Tierras, Infraestructura y Transporte.

La Hamaoka Nuclear Power Plant (浜岡原子力発電所 Hamaoka Genshiryoku Hatsudensho?, Hamaoka NPP) es una central de energía nuclear situada en Omaezaki, en la prefectura de Shizuoka  en la costa este de Japón, 200 km al suroeste de Tokio. Su gestión corre a cargo de la empresa Chubu Electric Power Company. Contiene cinco unidades situadas en una única ubicación con una superficie neta de 1,6 km².
El 22 de diciembre de 2008 se inició la construcción de una sexta unidad y finalmente el 30 de enero de 2009 se apagaron las unidades Hamaoka-1 y Hamaoka-2.

## Susceptibilidad sísmica
Véase:  Energía nuclear en Japón, sismicidad
Hamaoka está construida directamente sobre la zona de subducción cerca de la confluencia de dos placas tectónicas, y se supone que hace tiempo que ha vencido el plazo para un gran terremoto en la región de Tokai. Kiyoo Mogi en 1969 (siete meses antes de que se solicitara el permiso para construir la central nuclear de Hamaoka), y el Comité de coordinación para la predicción de terremotos (Coordinating Committee for Earthquake Prediction, CCEP) en 1970 (antes de que el 10 de diciembre de 1970 se concediera el permiso para la construcción) señalaron la posibilidad de que se produjera dicho terremoto de magnitud 7,5 en la región de Tokai. Como resultado, el catedrático Katsuhiko Ishibashi, antiguo miembro de un panel gubernamental sobre la seguridad de los reactores nucleares, afirmó en 2004 que "Hamaoka era considerada la central de energía nuclear más peligrosa de Japón" con potencial para crear un genpatsu-shinsai  (efecto dominó entre terremoto y central de energía nuclear).
En 2007, después del terremoto Chuetsu en alta mar de 2007, el Dr. Mogi, presidente en aquel momento del Comité de coordinación para la predicción de terremotos de Japón solicitó el cierre inmediato de la central nuclear.
La central fue diseñada para soportar un terremoto de magnitud 8,0.

## Datos de los reactores
| Reactor   | Tipo de reactor | Capacidad neta | Capacidad bruta | Inicio de la construcción | Conexión a la red    | Funcionamiento comercial | Estado                      |
| --------- | --------------- | -------------- | --------------- | ------------------------- | -------------------- | ------------------------ | --------------------------- |
| Hamaoka-1 | BWR             | 515 MW         | 540 MW          | 10 de junio de 1971       | 13 de agosto de 1974 | 23 de marzo de 2011      | Apagado 30 de enero de 2009 |
| Hamaoka-2 | BWR             | 806 MW         | 840 MW          | 14 de junio de 1974       | 4 de mayo de 1978    | 9 de noviembre de 2010   | Apagado 30 de enero de 2009 |
| Hamaoka-3 | BWR-5           | 1.056 MW       | 1.100 MW        | 7 de abril de 2011        | 20 de enero de 1987  | 28 de agosto de 1987     | o                           |
| Hamaoka-4 | BWR-5           | 1.092 MW       | 1.137 MW        | 31 de octubre de 2000     | 27 de enero de 1993  | 9 de septiembre de 2010  | o                           |
| Hamaoka-5 | ABWR            | 1.212 MW       | 1.267 MW        | 12 de julio de 2000       | 7 de abril de 2011   | 18 de enero de 2005      | o                           |

### Rendimiento
La central tuvo un excelente rendimiento en la década de 1990. Sin embargo, los problemas que provocaron que Hamaoka-1 se apagara desde el año 2001 hasta el presente y Hamaoka-2 desde el año 2005 hasta este momento, han reducido de manera significativa las cifras de capacidad en la historia reciente de la central.

Producción de energía de la central nuclear de Hamaoka

#### Hamaoka-1: ruptura del sistema HPCI
El 7 de noviembre de 2001 se rompió una válvula del sistema de inyección de refrigerante a alta presión (HPCI, High Pressure Coolant Injection System) de Hamaoka-l durante una prueba periódica de inicio manual. Como ello se considera una parte del sistema de refrigeración de emergencia del núcleo (ECCS, Emergency Core Cooling System), las implicaciones llegaron más lejos que el propio acontecimiento, y pusieron en tela de juicio la fiabilidad del sistema de seguridad de emergencia. Hamaoka-2 también se apagó con el propósito de investigar estructuras similares.

#### Hamaoka-5: problemas en la turbina de vapor
El 15 de junio de 2006 Hamaoka-5 se apagó debido a las excesivas vibraciones de la turbina. Se descubrió que se habían roto totalmente cierto número de los álabes de la turbina. En la turbina que falló, casi todos los álabes mostraban fracturas o grietas y, por su parte, la mayoría de los álabes de los otras dos turbinas de baja presión también mostraban problemas. Se achacó la culpa de los problemas a Hitachi, el proveedor de sistema de suministro de vapor nuclear (NSSS, Nuclear Steam Supply System).

### Acontecimientos anteriores
- 4 de abril de 1991 - Disminución del suministro de refrigerante en la unidad 3, parada automática.
- 7 de noviembre de 2001 - Explosión de un conducto en la unidad 1.
- 9 de noviembre de 2001 - Fuga de refrigerante en la unidad 1.
- 2002 - En una inspección independiente se descubre que la empresa conocía las 16 señales claras de grietas en las tuberías de vapor pero que no había informado de ello a las autoridades de la prefectura.
- 24 de mayo de 2002 - Fuga de agua en la unidad 2.
- 21 de febrero de 2004 - Conato de incendio en una sala sobre la sala de turbinas de la unidad 2.
- Agosto de 2004 - Problema con la fabricación de datos de la unidad 4 por parte de la empresa.
- 4 de noviembre de 2005 - Fuga en tuberías de la unidad 1
- 16 de noviembre de 2005 - Fugas exteriores debido a corrosión en las tuberías, unidad 3.
- 16 de noviembre de 2005 - Se detectan cuerpos extraños en la piscina para combustible gastado de la unidad 1.
- Junio de 2006 - Daños en los álabes de la turbina de la unidad 5.
- Marzo de 2007 - La empresa admite 14 casos de prácticas comerciales deshonestas.
- 11 de agosto de 2009 - Las unidades 4 y 5 (las únicas en funcionamiento) se apagan automáticamente debido a un terremoto.